# Amsuvarma
Aṃsuvarmā (également Anshuverma, Amshuvarm) fut un monarque du royaume népalais des Licchavi entre 605 et 621.
Il est crédité de l'ouverture de routes commerciales vers le Tibet, mais il est surtout célèbre grâce à une de ses filles, Bhrikuti, qui a épousé un dirigeant tibétain nommé Songtsen Gampo. Elle a joué un rôle dans la diffusion du bouddhisme au Tibet et en Chine. Le moine bouddhiste chinois Xuanzang, qui s'est rendu en Inde au cours du VIIe siècle, décrit Aṃ̣suvarmā comme un homme aux multiples talents.
Une inscription par Aṃ̣suvarmā trouvée à Tistung datée de l'an 607 professe l'importance du "code de conduite aryen" (c'est-à-dire le système des castes). Un grand exploit de l'architecture et de l'ingénierie, la Kailashkut Bhawan, un grand palais dont les restes se trouvent près de Hadigaun à Katmandou, aurait été construite par ce dirigeant.

## Sources
- (en) Cet article est partiellement ou en totalité issu de l’article de Wikipédia en anglais intitulé « Amshuvarma » (voir la liste des auteurs).